# Denniz Pop Awards
Denniz Pop Awards är ett välgörenhets/non-profit-event som startades till minne av musikproducenten Denniz Pop (Dag Krister Volle) som avled 1998. Denniz Pop skrev och producerade låtar åt artister som bland annat Britney Spears, Ace of Base, E-type och Dr. Alban. För att föra hans arv vidare skapades år 2013 Denniz Pop Awards av kollegor, vänner och familj.

## Syfte
Denniz Pop Awards har till syfte att hjälpa och lyfta unga begåvade låtskrivare, producenter och artister med potential att nå en internationell musikkarriär samt samla in pengar till stiftelsen Denniz Pop Foundation, som delvis ekonomiskt stödjer Radiumhemmet. Juryn söker artister, låtskrivare och producenter med potential att nå en internationell karriär. 

## Priserna

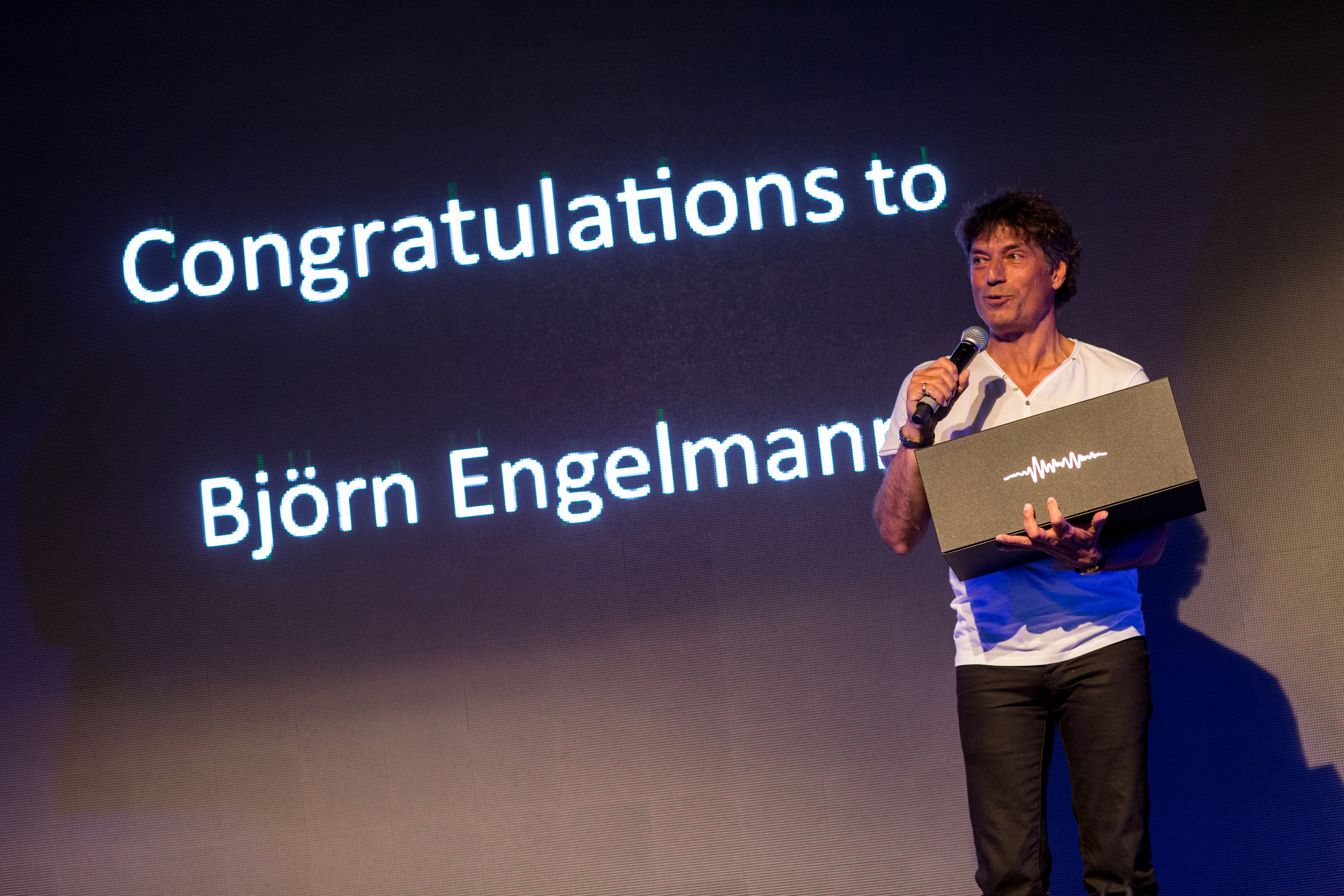
Björn Engelmann mottar hederspriset på Denniz Pop Awards 2017.

Priserna delas ut i fem kategorier; Årets Rookie (Artist/ Band), Årets Rookie (Songwriter/ Producer), International Rookie, Grand Prize till årets största internationella framgång samt ett hederspris ut till årets MVP – någon som har gjort tydliga internationella avtryck i musikbranschen under året.  
Prisstatyetterna är skapade av konstnären Paul Sundvik. Rookiepristagarna mottar 10 000 amerikanska dollar. Mottagarna av Grand Prize och MVP mottar äran och en statyett. 
SKAP, Sveriges kompositörer och textförfattare, är med stöd av Stims promotionnämnd bidragsgivare till priset. Bidragen som stödjer Denniz Pop kommer dessutom från företag och privatpersoner.

## Juryn
Juryn består  av Denniz Pops producent- och låtskrivarkollegor från studion Cheiron och personer som bidragit till “det svenska musikundret”. År 2024 bestod juryn av Max Martin, Rami Yacoub, Jörgen Elofsson, Andreas Carlsson, Jacob Shulze, John Amatiello, Per Magnusson, Tove Lo, Alexander Kronlund, Lisa Miskovsky och Doris Daga. Tidigare har bland andra Kristian Lundin, David Kreuger och Laleh deltagit i juryarbetet. 

## Pristagare

### MVP
- 2013 – Erik Hasselqvist
- 2014 – Ash Pournouri
- 2015 – Klas Lunding
- 2016 – Marie Dimberg[2]
- 2017 – Björn Engelmann
- 2018 – Nana Hedin
- 2019 – Ulla Sjöström
- 2020 – Ola Håkansson[3]
- 2021 – Utdelades ej
- 2022 – Anders Johansson[4]
- 2023 – Lasse Holm[5]
- 2024 – Bengt Palmers och Görel Hanser

### Grand Prize (International Success)
- 2013 – Swedish House Mafia
- 2014 – Avicii
- 2015 – Wolf Cousins
- 2016 – Mattman & Robin
- 2017 – SHY Martin & SHY Nodi
- 2018 – Ludwig Göransson
- 2019 – Mabel McVey
- 2020 – Oscar Holter[3]
- 2021 – Utdelades ej
- 2022 – Snoh Aalegra[4]
- 2023 – Ghost[5]
- 2024 – Ilya Salmanzadeh

### Årets Rookie – Artist/Band
- 2013 – Saturday, Monday feat Julia Spada
- 2014 – Tove Lo
- 2015 – Smith & Thell
- 2016 – Alessandra Günthardt
- 2017 – Flat Earth Society
- 2018 – Ellen Krauss
- 2019 –  Winona Oak
- 2020 – Vera Hotsauce[3]
- 2021 – Utdelades ej
- 2022 – Oscar Stembridge[4]
- 2023 – Deki Alem[5]
- 2024 – Shadi G

### Årets Rookie – Songwriter/Producer
- 2013 – Albin Nedler och Kristoffer Fogelmark
- 2014 – Salvatore Ganacci
- 2015 – Julia Karlsson och Anton Rundberg
- 2016 – Iman Conta Hultén, Linnea Södahl och Emanuel Abrahamsson
- 2017 – Agrin Rahmani
- 2018 – Litens Anton Nilsson
- 2019 – LIOHN
- 2020 – Elvira Anderfjärd[3]
- 2021 – Utdelades ej
- 2022 – Kristoffer “Koda” Eriksson[4]
- 2023 – Hilda Stenmalm[5]
- 2024 – Wilhelm Börjesson

### International Rookie
- 2019 – Madison Love
- 2020 – Moli[3]
- 2021 – Utdelades ej
- 2022 – Jessica Dollan[4]
- 2023 – Haley Joelle[5]
- 2024 – Ethan Hodges

## Källhänvisningar
- Denniz Pop Award – Winners Läst 12 februari 2025.
- DN (2014-06-12): "Årets pristagare". expressen.se. Läst 12 juni 2014.
- DN (2014-07-04): Denniz Pop – ett svenskt musikunder". dn.se. Läst 4 juli 2014.
- Musikindustrin (2015-03-17): Ansökningsdags Denniz Pop Awards." Läst 17 mars 2015.
- Musikindustrin (2015-05-05): Leila K live vid Denniz Pop Awards". Läst 5 maj 2015.
- Nöjesguiden (2015-05-05): Leila L spelar på Denniz Pop Awards". ng.se. Läst 5 maj 2015
- SVT Gomorron Sverige (2015-06-11): Inför The Denniz Pop Awards". SVTplay.se. Läst 11 juni 2015.
- SVT.se (2015-06-11): I kväll kan hon ta hem Denniz Pop awards". svt.se. Läst 11 juni 2015
- Aftonbladet (2015-06.12): Leila K och Wyclef Jean hyllar Denniz Pop". aftonbladet.se. Läst 12 juni 2015.
- TT Nöje (2015-06-11): De fick årets Denniz Pop-priser". vlt.se. Läst 11 juni 2015.
- Göteborsposten (2015-06-11). De fick årets Denniz Pop-priser". gp.se. Läst 11 juni 2015.
- Expressen (2016-06-09) Här är vinnarna i Denniz Pop Awards".
- My Newsdesk (2016-06-09)  Här är vinnarna i Denniz Pop Awards 2016".
- Musikindustrin (2016-10-4)  4 SNABBA Marie Dimberg/MVP Denniz Pop Awards".
- My Newsdesk (2017-06-17)  Denniz Pop Awards-vinnare 2017 - Grand Prize till SHY Martin och SHY Nodi".
- My Newsdesk (2017-06-17)  Denniz Pop Awards rookie-pris till örebroaren Agrin Rahmani".
- My Newsdesk (2017-06-17)  The winners of Denniz Pop Awards 2017".
- My Newsdesk (2018-06-06)  The winners of Denniz Pop Awards 2018.